# Fernando Brobró
Fernando Pereira de Freitas (Niterói, 18 de julho de 1934 - 10 de fevereiro de 2006), conhecido como Fernando Brobró, foi um jogador de basquete brasileiro que defendeu o CR Flamengo e a seleção brasileira.
Esteve presente no tricampeonato sul-americano conquistado pela seleção brasileira em 1958, 1960 e 1961, e também no Campeonato Mundial de 1959.